# Petri-Kirche (Kirchohsen)
Die Petri-Kirche in Kirchohsen ist ein evangelisch-lutherisches Kirchengebäude im Ortsteil Kirchohsen der Gemeinde Emmerthal im Landkreis Hameln-Pyrmont, Niedersachsen. Sie gehört zur Petri-Kirchengemeinde Kirchohsen im Kirchenkreis Hameln-Pyrmont der Evangelisch-Lutherischen Landeskirche Hannovers.

## Architektur und Geschichte
Das Kirchengebäude wurde als dreijochiger Rechteckbau mit eingezogenem, langrechteckigem Chor errichtet: Das Kirchenschiff stammt aus der Zeit um 1300, der Chor wurde 1765 neu gebaut. Die Kirche besteht aus Bruchsteinmauerwerk mit Eckquaderung und verfügt über markante Stützpfeiler. Die Fenster sind rechteckige Sprossenfenster in zweistöckiger Anordnung, am Chor hochrechteckige, horizontal geteilte Sprossenfenster.
Der vierseitige Westturm stammt ebenfalls aus dem frühen 14. Jh. und wurde mehrfach saniert, zuletzt 1999.
Im Innern befindet sich ein Kreuzgratgewölbe im Schiff, ein Spiegelgewölbe im Chor sowie eine umlaufende Empore. 1820 wurde der Innenraum neugestaltet, u. a. mit einem Kanzelaltar und Empore.
Zur Ausstattung gehören zwei hölzerne Skulpturen (Apostel Petrus und Martin Luther), geschnitzte Reliefs, historische Grabplatten (u. a. Hilmar und Friedrich von Amelunxen, † 1593/98), und eine Orgel, deren aktuelles Werk 1978/79 erbaut und später erweitert wurde.
Das Geläut besteht aus vier Glocken: Eine Bronzeglocke von 1690 und drei Eisenhartgussglocken von 1952.

## Gemeinde und Aktivitäten
Die Petri-Kirchengemeinde gilt als eine „stark gottesdienstlich orientierte Gemeinde“. Sie bietet Gottesdienste, Konzerte, soziale Projekte und bildet gemeinsam mit anderen Gemeinden den Pfarrverbund Emmer-Wesertal (seit Januar 2022). Die interkommunale Zusammenarbeit erfolgt mit Afferde, Börry, Esperde, Frenke, Grohnde, Hajen, Hämelschenburg, Hastenbeck-Voremberg, Lüntorf, Ohsen und Tündern.
Seit 2007 unterstützt die Stiftung der Petri-Kirchengemeinde das gemeindliche Leben, darunter kirchenmusikalische und diakonische Projekte.
Historisch ist die Gemeinde stark gewachsen; nach dem Zweiten Weltkrieg wurde auch eine katholische Gemeinde gegründet und die Kirche diente zeitweise als ökumenischer Gottesdienstraum.

## Bedeutung und Relevanz
Die Petri-Kirche ist Ortsbild prägend und besitzt eine herausragende lokale sowie regionale Bedeutung. Sie steht am Pilgerweg Loccum–Volkenroda und ist in ihrer Bausubstanz und Ausstattung ein Zeugnis mittelalterlicher und frühneuzeitlicher Kirchenarchitektur.

## Weitere kirchliche Gebäude und Friedhöfe
Zur Gemeinde gehören ein historisches Pfarrhaus (erbaut 1818), ein Gemeindehaus (ehem. Pfarrscheune von 1821, erweitert 1994), mehrere kirchliche Friedhöfe – rund um die Kirche sowie am östlichen und nördlichen Ortsrand (mit Kapellen von 1948, 1979 und 1956).